# ÖPNV-Bevorrechtigung
Als ÖPNV-Bevorrechtigung, auch Vorrangschaltung, im engeren Sinne wird die Bevorzugung von Straßenbahnen, Oberleitungsbussen, Omnibussen oder anderen öffentlichen Verkehrsmitteln (ÖPNV) an Ampeln gegenüber dem Individualverkehr bezeichnet. Im weiteren Sinne werden bei der Bevorrechtigung des ÖPNV auch zahlreiche andere Handlungsmöglichkeiten berücksichtigt, wie die Anpassung der Lage von Haltestellen, Busfahrstreifen, Straßenbahnen mit besonderem Bahnkörper oder angepasste Vorfahrtregelungen für Straßen, auf der die öffentlichen Verkehrsmittel unterwegs sind. Ziel ist die Verkürzung von Reisezeiten und eine höhere Fahrplantreue. Ein Beispiel für ein Programm in dieser umfassenderen Weise ist die stadtweite und ganze Linien umfassende Beschleunigung beim Busverkehr in Hamburg.

## Zweck und Technik

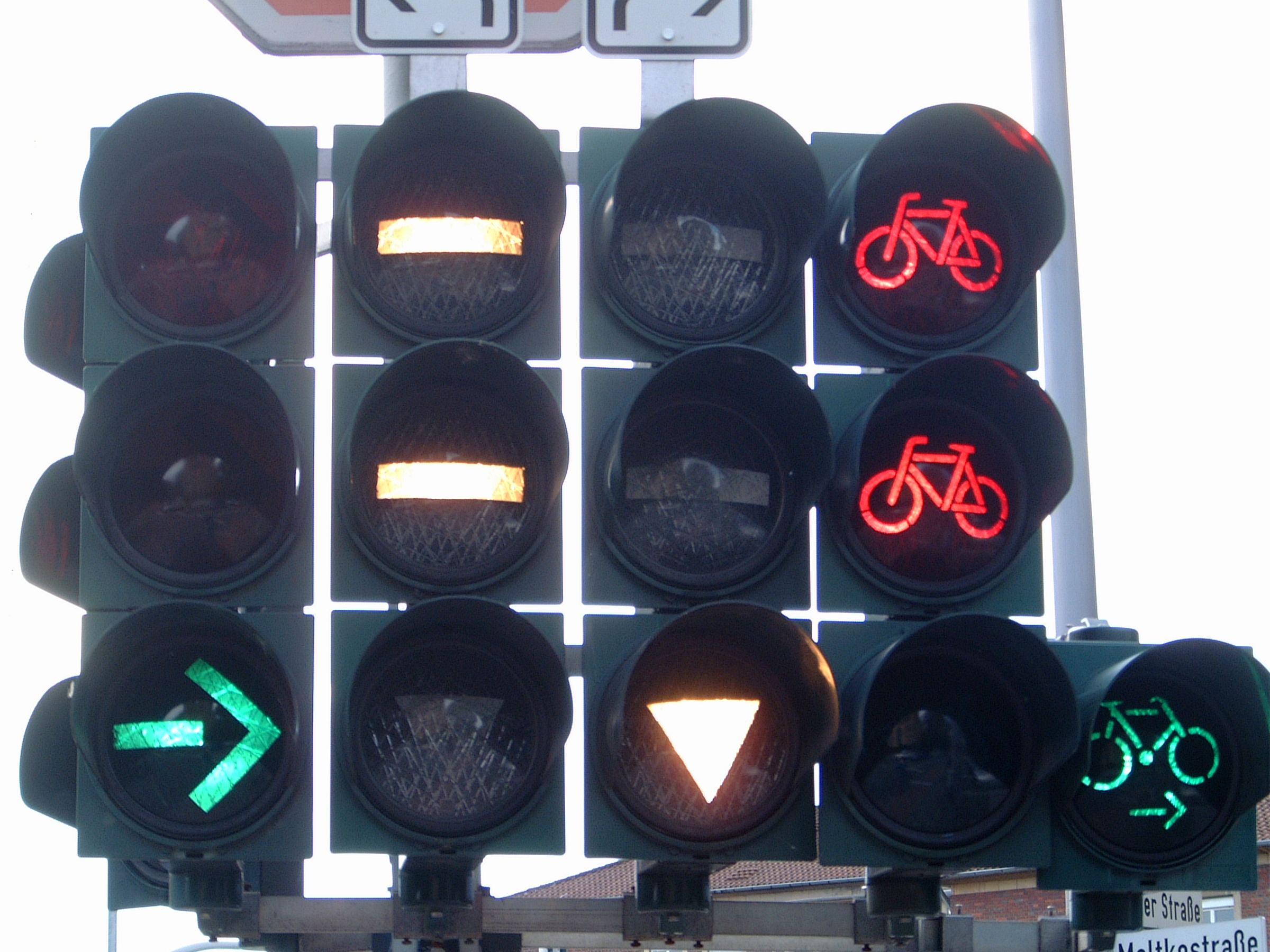
Getrennte Signalgeber für sonstigen Verkehr, Öffentlichen Personennahverkehr und Fahrradverkehr

Die Bevorzugung der ÖPNV-Fahrzeuge gegenüber dem Individualverkehr geht von der Tatsache aus, dass in einer Ampelgrünphase der ÖPNV mehr Menschen befördern kann als es dem Individualverkehr möglich ist. Folglich ist es sinnvoller, den ÖPNV zu bevorzugen. Als weiterer Effekt kann davon ausgegangen werden, dass der ÖPNV kürzere Umlaufzeiten und eine höhere Pünktlichkeit erreicht, somit die Attraktivität des Angebots steigt und die Umweltbelastung durch Individualverkehr sinkt, was sich positiv auf das Stadtklima auswirkt. Dem stehen mögliche Nachteile für den Individualverkehr gegenüber: Verkürzte Grünphasen oder unregelmäßige Farbwechsel müssen jedoch nicht immer auftreten, genauso wenig ein verlängerter Rückstau. Die Kommune verschafft sichtbar dem ökologisch günstigeren Verkehrsträger einen Wettbewerbsvorteil.
Voraussetzung jeder ÖPNV-Bevorrechtigung sind Fahrzeugerfassungssysteme: Die Steuerung der Ampel muss die Annäherung von Straßenbahnzügen oder Bussen registrieren können. Hierzu werden beispielsweise Schleife/Leitungs-Systeme eingesetzt, bei der von einem Sender im Fahrzeug an eine in der Fahrbahn verlegte Antennenschleife, den Empfänger, Informationen gesendet werden. Andere Übermittlungsmöglichkeiten sind Bake/Funk-Systeme, Infrarotsysteme, die Induktive Meldeübertragung und – bei Straßenbahnen und Oberleitungsbussen – Oberleitungskontakte. Zu den übermittelten Informationen können Linien- und Kursnummer, Fahrtrichtung und Verspätungen gehören. Eine möglichst frühzeitige Anmeldung der Straßenbahnzüge oder Busse ist wünschenswert, um der Steuerung der Signalanlage genügend „Reaktionszeit“ zu geben.
Unterschieden wird die absolute Priorisierung und die bedingte Bevorrechtigung: Bei der absoluten Priorisierung genießt der ÖPNV uneingeschränkten Vorrang vor den anderen Verkehrsteilnehmern; der Verkehrsablauf ähnelt dem an einem Bahnübergang. Insbesondere an größeren Straßenkreuzungen ist oft nur eine bedingte Bevorrechtigung realisierbar, da hier die Interessen der übrigen Verkehrsteilnehmer zu berücksichtigen sind und auch Nutzungskonflikte zwischen verschiedenen Fahrzeugen des ÖPNV auftreten können. In diesen Fällen bestehen mehrere Möglichkeiten, durch Veränderungen des Signalzeitenplans die Wartezeiten für die Fahrzeuge des ÖPNV zu verringern: Signalphasen können verkürzt oder verlängert, der Signalzeitenplan für eine Bedarfsphase unterbrochen oder Signalphasen getauscht werden. Eine nur bei tatsächlicher Annäherung eines ÖPNV-Fahrzeugs aktivierte Bedarfsphase verringert die durchschnittliche Wartezeit für die anderen Verkehrsteilnehmer.
Eine Sonderform der ÖPNV-Bevorrechtigung ist die Zeitinsel: Die befristete Sperrung des Individualverkehrs durch eine Signalanlage im Bereich einer nicht in Seitenlage befindlichen Straßenbahnhaltestelle ohne Haltestelleninsel ermöglicht das gefahrlose Ein- und Aussteigen der Fahrgäste.

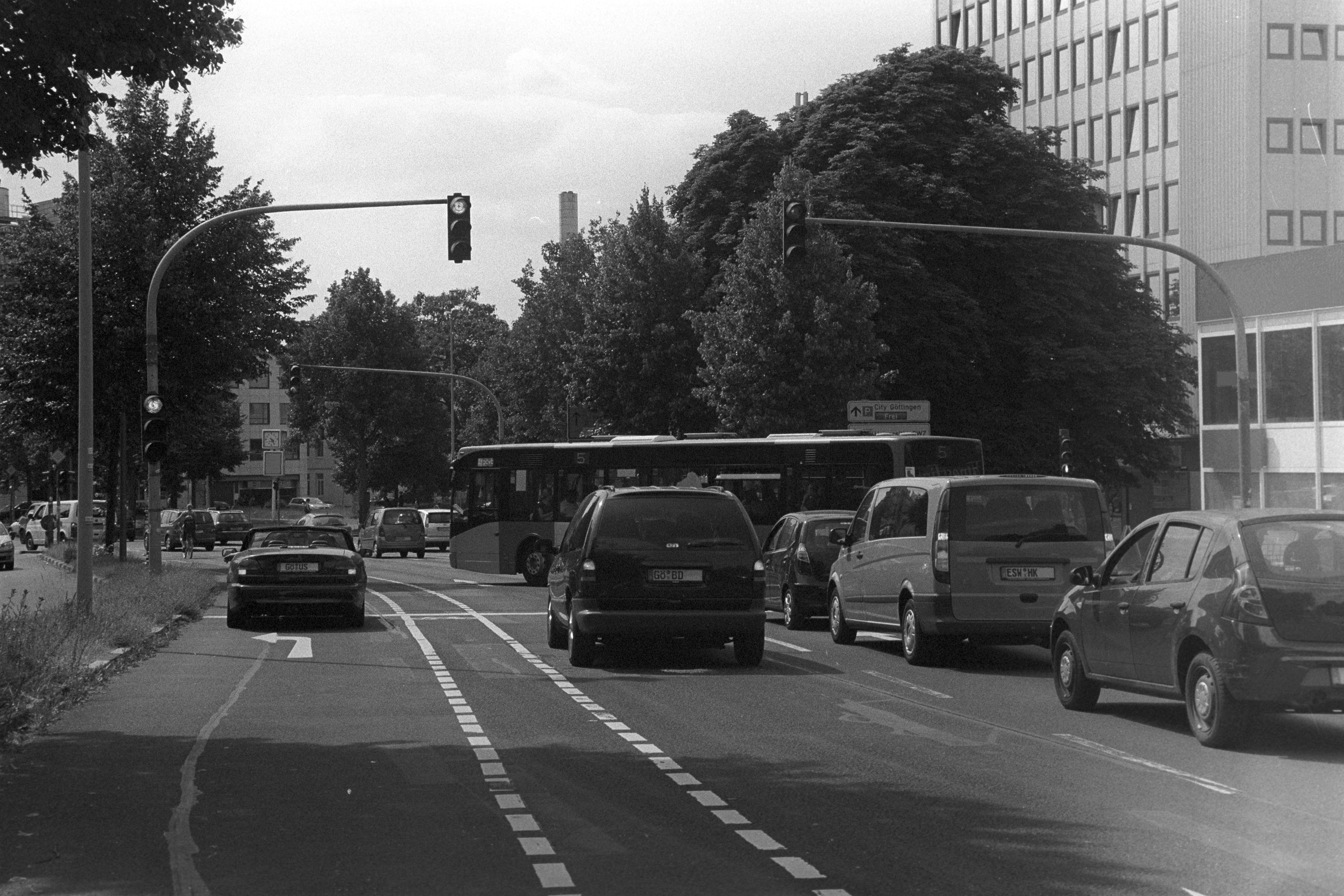
Busschleuse am Ende einer Busspur

Eine weitere Sonderform ist die Busschleuse: Sie kann an Bushaltestellen oder am Ende eines Busfahrstreifens eingerichtet werden. Im Abstand von mindestens ein bis zwei Buslängen vor dem Knotenpunkt wird eine zweite Ampel aufgestellt; der Zwischenraum dient der Einfädelung der Stadtbusse vor den Individualverkehr.
Für die Kommunikation zwischen ÖPVN-Fahrzeug und Ampel per Funk kommen unterschiedliche Protokolle zum Einsatz, darunter Protokolle mit und Protokolle ohne Authentifizierung. Letzte können relativ leicht missbraucht werden, wobei je nach Art des Systems unterschiedliche Angriffsszenarien möglich sind. So gewährten Informatiker für ein Rechercheteam in Hannover mittels eines Replay-Angriffs einem PKW eine grüne Welle. Sie wollten damit auf die Gefahren der veralteten Technik aufmerksam machen. Zwar sei es damit nicht möglich, Unfälle zu provozieren, sehr wohl könne man aber den Verkehr verlangsamen. In vielen Fällen sind die Eingriffsmöglichkeiten in die Ampelsteuerung durch den ÖPNV hinsichtlich Dauer und Anzahl begrenzt. Darüber hinaus bieten Weiterentwicklungen der Übertragungstechnik, beispielsweise R09.U4, Bündelfunk oder Car2x, einen Schutz gegen diese Art der Replay-Angriffe. (Siehe auch Datenformat R09.)
Technische Einrichtungen der ÖPNV-Bevorrechtigung können auch dazu verwandt werden, um den Vorrang von Polizei- und Feuerwehrfahrzeugen im Einsatz zu gewährleisten.

## Anwendung
Von der in den 1970er-Jahren verbreitet eingeführten Grünen Welle profitierte der straßengebundene öffentliche Personennahverkehr nicht: Die notwendigen Aufenthalte an Haltestellen verhinderten ein „Mitschwimmen“ im Takt der auf den Autoverkehr ausgerichteten Grünen Welle, im Extremfall können regelmäßige Rotphasen für den ÖPNV zusätzlich zu den Haltestellen die Folge sein. Besonders ungünstig wirken sich vor den Kreuzungen eingerichtete Haltestellen aus. Der Bus oder Straßenbahnzug, die mit der Freigabe der rückgelegenen Kreuzung zusammen mit dem übrigen Verkehr anfahren, erreichen die nächste Ampel in einer Grünphase, doch noch während des Fahrgastwechsels endet diese und erzwingt einen vollen Umlauf Wartezeit. Durch eine abwechselnde Anordnung der Haltestellen vor und nach den Kreuzungsbereichen kann erreicht werden, dass die Fahrzeuge des öffentlichen Verkehrs auch bei einer Grünen Welle jeden zweiten Streckenabschnitt ohne Wartezeiten durchfahren können.
Einzelne Städte wie Basel für die dortige Straßenbahn setzten bereits in den 1970er Jahren auf umfassende Maßnahmen zur ÖPNV-Bevorrechtigung. Breitere Anwendung fand die ÖPNV-Bevorrechtigung im Zeichen gestiegenen Umweltbewusstseins erst in den 1980er-Jahren. Die Planung derartiger Maßnahmen war fallweise von kommunalpolitischen Auseinandersetzungen begleitet, in denen sich die Interessen der verschiedenen Nutzer des Straßenraums widerspiegelten. Noch heute ist die ÖPNV-Bevorrechtigung in von Stadt zu Stadt unterschiedlichem Ausmaß durchgeführt.
Für die Verkehrsbetriebe und die Fahrgäste ergeben sich durch die ÖPNV-Bevorrechtigung Vorteile: Besser kalkulierbare Wartezeiten vor den Signalanlagen erhöhen die Pünktlichkeit und somit die Verlässlichkeit der öffentlichen Verkehrsmittel. Oft lässt sich auch die Reisegeschwindigkeit steigern, was für Fahrgäste die Reisezeit verringert; dadurch kann in Einzelfällen auch die Anzahl der eingesetzten Fahrzeuge verringert werden oder die vorhandenen Fahrzeuge können in einem dichteren Takt fahren, was wiederum den Fahrgästen zugutekommt. Durch bessere Auslastung der Fahrzeuge sinken wiederum die Kosten, was wahlweise zur Entlastung der öffentlichen Kassen, Senkung der Fahrpreise oder Ausweitung des Angebots genutzt werden kann. In den letzten beiden Fällen kann es zu zusätzlicher Nachfrage des nun attraktiveren Angebotes kommen, was wiederum die Wirtschaftlichkeit und vor allem den Klimaschutz verbessert. Nicht zuletzt wird die verlässliche Einhaltung des Fahrplans besser gewährleistet, da Störungen ausgeglichen werden können, was Fahrgästen, Fahrpersonal und dem Betrieb zugutekommt.
Nachteile ergeben sich, wenn überhaupt, vor allem für den Individualverkehr: Laut Medienberichten bilden sich durch die veränderten Ampelschaltungen und Spurzuordnungen in Großstädten wie Düsseldorf und Münster, aber auch in kleineren Gemeinden wie z. B. Hof und Murr erhebliche Rückstaus. Es gibt jedoch bereits Konzepte, dies durch digitale Verkehrsvernetzung dynamisch durch Messung der Rückstaulängen zu optimieren.

## Signale

### Deutschland
Die häufigste Form von ÖPNV-Signalen in Deutschland sind sogenannte Balkensignale. Grundsätzlich gibt es mehrere Arten von Signalen zu unterscheiden. Ein Signal, häufig das große A (für Anforderung), zeigt an, dass die Ampel das Fahrzeug erfasst hat. Weiterhin gibt es das Abfertigungssignal T (Türen schließen, in einigen Städten wie Berlin auch als „Z“-Ausführung für Zugabfertigung), das Erlaubnissignal, das dem Verkehrszeichen Vorfahrt gewähren (in Deutschland Zeichen 205) entspricht, und schließlich die Fahrsignale, die Haltpflicht oder Fahrerlaubnis anzeigen.

### Schweiz

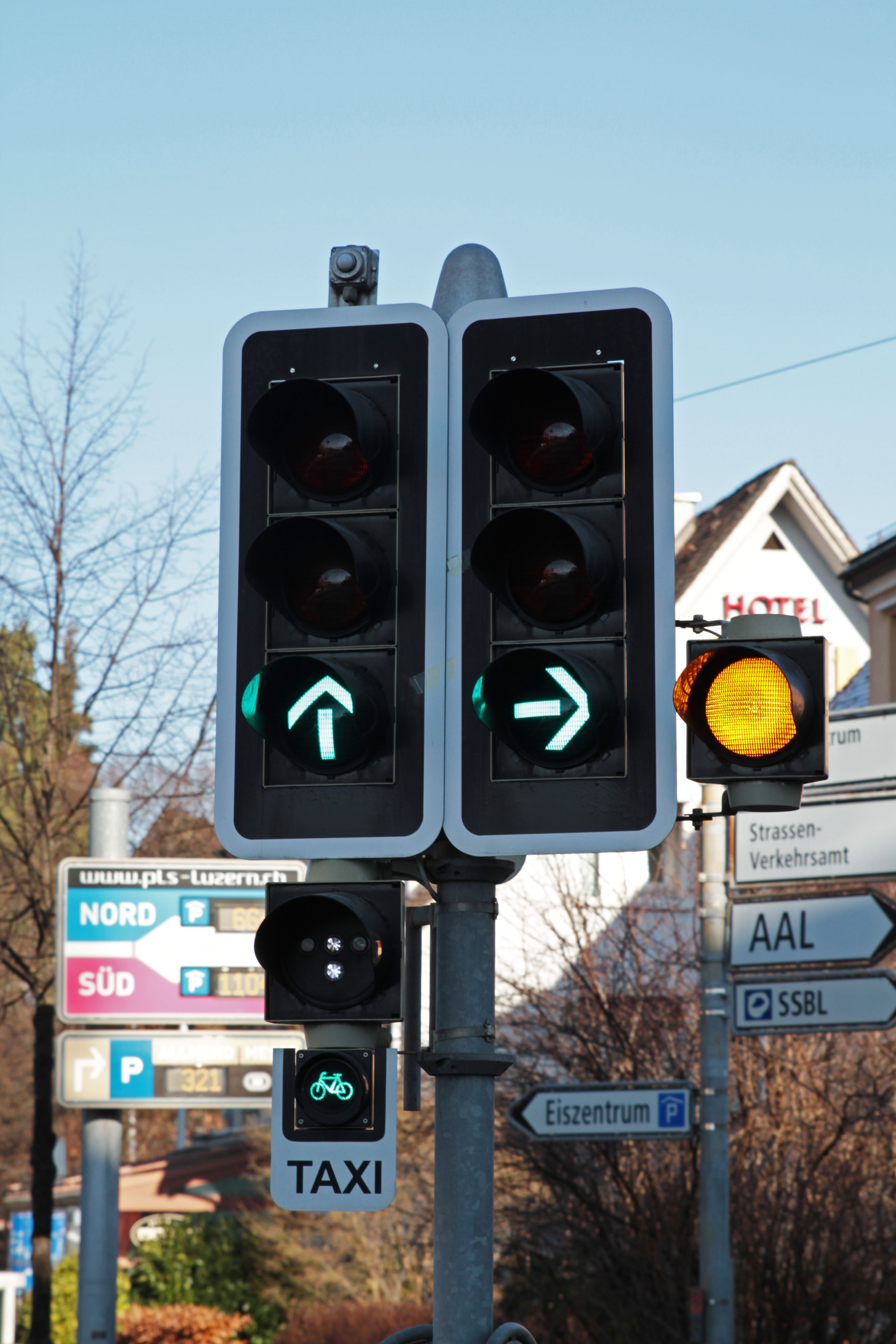
Ampel in Luzern mit 4-Punkt-Signal unterhalb MIV-Signalgeber und Quittierungslampe Bus-Anmeldung oberhalb

In der Schweiz kommen in den meisten Städten Punkt-Signale zum Einsatz, um den Fahrzeugen des ÖPNV die separaten Ampelphasen zu signalisieren. Diese können je nach anzuzeigenden Signalbegriffen als mit 4 oder 5 Punkten ausgestattet sein. Mancherorts wie im Baseler Tramnetz inklusive den angrenzenden Strecken von Baselland Transport kommen Balkensignale einzeln oder gleichzeitig mit Punkt-Signalen zum Einsatz.